# Ganac
Ganac ist eine südfranzösische Gemeinde mit 746 Einwohnern (Stand: 1. Januar 2022) im Département Ariège in der Region Okzitanien; sie gehört zum Arrondissement Foix und ist Mitglied im Gemeindeverband L’Agglo Foix-Varilhes. Die Einwohner werden Ganacois und Ganacoises genannt.

## Geografie

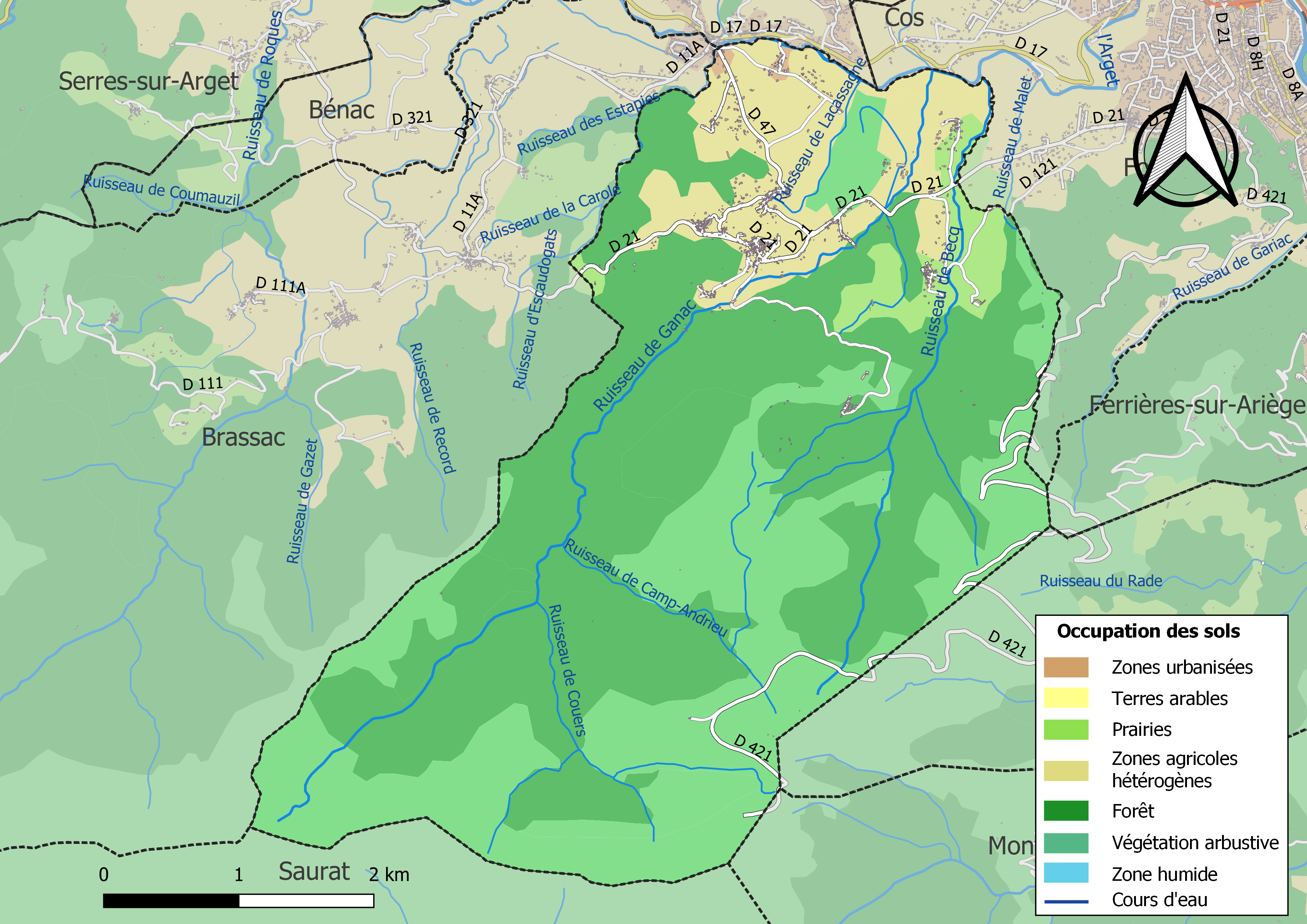
Bodennutzung, Hydrografie und Infrastruktur der Gemeinde

Die Gemeinde ist historisch und kulturell Teil des Pays de Foix und liegt etwa vier Kilometer südwestlich von Foix sowie etwa 74 Kilometer südlich von Toulouse im Barguillière-Tal am Fuß des Arize-Massifs. Ganac befindet sich im Einzugsgebiet der Garonne und wird vom Arget entwässert, der die nördliche Gemeindegrenze bildet, außerdem vom Ruisseau de Becq, vom Ruisseau de Ganac, lvom Ruisseau de Camp-Andrieu, vom Ruisseau de Couers, vom Ruisseau de Lacassagne, vom Ruisseau de Malet, vom Ruisseau d’Escaudogats und von verschiedenen kleineren Bächen. Das Gemeindegebiet ist Teil des Regionalen Naturpark Pyrénées Ariégeoises. Über 80 % der Fläche der Gemeinde sind bewaldet oder naturbelassen, knapp 17 % werden landwirtschaftlich genutzt.
Umgeben wird Ganac von den Nachbargemeinden Saint-Pierre-de-Rivière im Norden, Foix im Nordosten, Ferrières-sur-Ariège im Osten, Prayols im Osten und Südosten, Montoulieu im Südosten, Saurat im Süden und Südwesten sowie Brassac im Westen. 

## Bevölkerungsentwicklung
| Jahr                       | 1962 | 1968 | 1975 | 1982 | 1990 | 1999 | 2006 | 2013 | 2020 |
| Einwohner                  | 437  | 434  | 373  | 496  | 579  | 653  | 668  | 693  | 730  |
| Quellen: Cassini und INSEE |      |      |      |      |      |      |      |      |      |

## Sehenswürdigkeiten

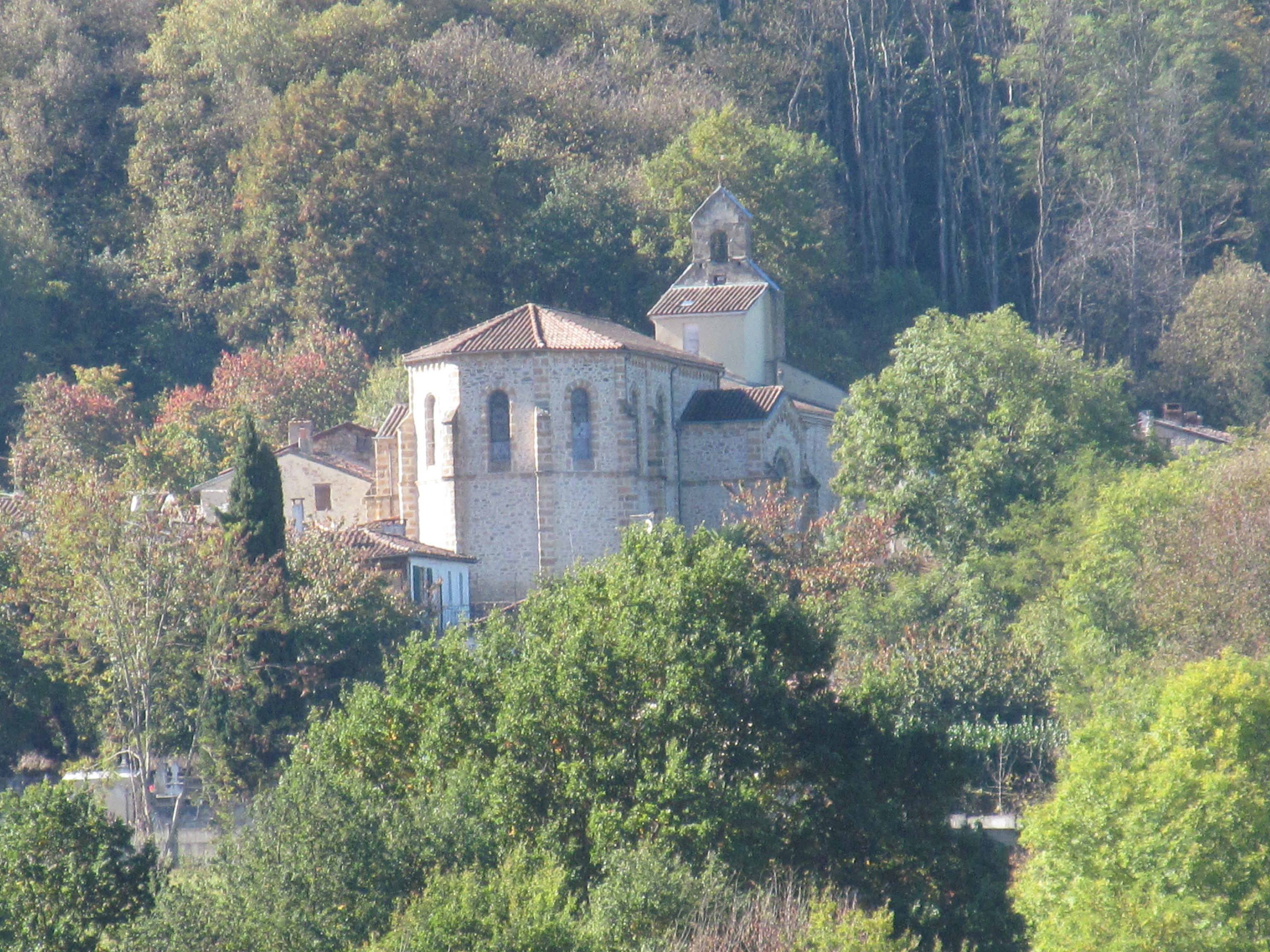
Kirche Saint-Jean-Baptiste
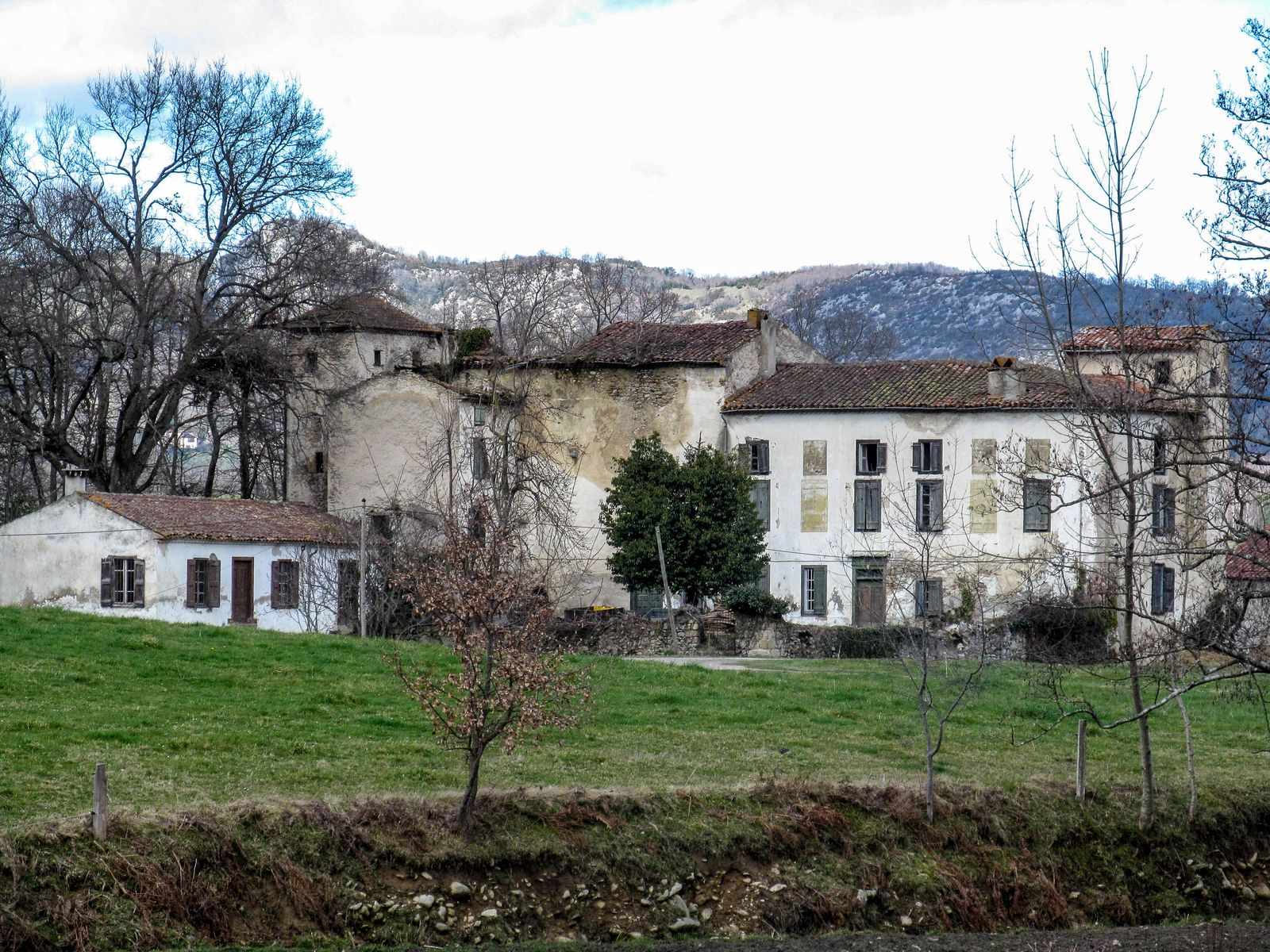
Schloss Ganac

- Kirche Saint-Jean-Baptiste
- Schloss Ganac